# Дубки (село, Кольчугинский район)
Дубки — село в Кольчугинском районе Владимирской области России. Входит в состав Раздольевского сельского поселения.

## География
Расположено в 8 км на юго-восток от центра поселения посёлка Раздолье и в 13 км на юго-восток от районного центра города Кольчугина.

## История
В селе имелось три каменные церкви: Успенская, Борисоглебская и Троицкая. Древнейшей из этих церквей является церковь во имя благочестивых князей Бориса и Глеба, эта церковь в 1647 году занесена в патриаршие окладные книги. В половине XVIII столетия вместо деревянной церкви местным вотчинником генерал-поручиком Чернцовым построен каменный храм во имя тех же благоверных князей Бориса и Глеба. В этом храме похоронены местные вотчинники Бехтеевы и Гр. Чернцов. Этим вотчинником приложен колокол в 1779 году. Другая церковь в честь Успения Пресвятой Богородицы в первый раз появляется в патриарших окладных книгах в 1704 году; в этом году был выдан антиминс в новопостроенную Успенскую в селе Дубках. В 1720 году эта церковь сгорела «от запаления молнии», церковное имущество: иконы, сосуды и ризница были сохранены от пожара в теплой каменной Борисоглебской церкви. Тогда местная вотчинница Екатерина Ивановна Чернцова решила построить каменный храм. Стройка была закончена, а храм освящен в 1768 году также в честь Успения Пресвятой Богородицы. Храм имел одну главу, крест восьмиконечный с короною вверху и полумесяцем внизу, под крестом греческая буква «сигма», первая буква слова «ставрос» — крест. В 1891 году иконостас был опален молнией, но перезолочен и все повреждения исправлены. Третья церковь на кладбище во имя Пресвятой Троицы, рна построена помещицей Бехтеевой в 1841 году в память прежде бывшей церкви в сельце Троица. В патриарших окладных книгах 1628 года отмечена церковь Живоначальной Троицы в дворцовом селе Дубки, но под этим селом нужно разуметь Малые Дубки, которое после называлось приселком Троицким. В окладных книгах 1653 года отмечено: «государева села Дубков приселка Троицкого церковь Живоначальной Троицы стоит пуста без пения лет с 10 и больше и приходу к ней нет». В 1687 году по указу патриарха была произведена опись запустевшей церкви. Когда окончательно разрушилась эта церковь, неизвестно, но церковная земля сдавалась на оброк и в 1746 году. В селе Дубках имелась народная школа.
По данным за 1860 год село принадлежало Василию Ивановичу Куруту.
В конце XIX — начале XX века село являлось центром Дубковской волости Покровского уезда, с 1924 года была в Кольчугинской волости Александровского уезда.
С 1859 года в селе Дубки располагался конный завод статского советника Владимира Ивановича Курута. Жеребцов рысистой породы — 3 шт., маток — 19 шт.
С 1929 года село являлось центром Дубковского сельсовета в составе Кольчугинского района, с 1962 года — в составе Ельцинского сельсовета, с 2005 года — в составе Раздольевского сельского поселения.

## Население
| 1859 | 1905 | 1926 | 2002 | 2010 | 2021 |
| ---- | ---- | ---- | ---- | ---- | ---- |
| 394  | ↗427 | ↘357 | ↘134 | ↘104 | ↘100 |

## Достопримечательности
В селе находится действующая церковь Троицы Живоначальной (1841).